# 짐 콘스탄티
카시미르 제임스 콘스탄티 (Casimir James Konstanty, 1917년 3월 2일)– 1976년 6월 11일)는 1950년에 미국 메이저 리그 베이스볼 내셔널 리그 MVP를 수상한 구원 투수였다. 그는 신시내티 레즈 (1944), 보스턴 브레이브스 (1946), 필라델피아 필리스 (1948-1954), 뉴욕 양키스 (1954-1956), 세인트루이스 카디널스 (1956)에서 뛰었다. 콘스탄티는 우투우타였고, 키는 6 피트 1 인치 (1.85 m)였으며 몸무게는 202 파운드 (92 kg)였다.

## 같이 보기
- 메이저 리그 베이스볼 최우수 선수상